# بيرفكت دارك زيرو
الكمال الظلام صفر هي لعبة فيديو إطلاق النار بمنظور الشخص الأول وضعتها شركة رير Rare والتي نشرتها مايكروسوفت لعبة استوديو. وأطلق سراح حصرا على أنها عنوان إطلاق ل أجهزة إكس بوكس 360 وحدة تحكم لعبة فيديو في 22 تشرين الثاني عام 2005 في أمريكا الشمالية و2 ديسمبر 2005 في أوروبا. اللعبة هي جزء من الكمال الظلام سلسلة ومقدمة للالأصلي الظلام الكمال . قصة اللعبة يتبع بطل الرواية جوانا الظلام لأنها تنضم إلى وكالة معهد كارينغتون لمنع شركة منافسة dataDyne من الحصول على حيازة الحرفية القديمة التي يمنحها الأفراد مع قوى خارقة.
الكمال الظلام صفر يتميز نمط الحملة تتكون من بعثات 14 الذي يمكن أن تقوم تعاونية، ومتعددة اسطة فيها بحد أقصى 32 لاعبا يمكن أن تتنافس ضد بعضها البعض في أنواع عديدة من الموت والألعاب الهدف القائم. كل من التعاونية وسائط متعددة دعم تقسيم الشاشة، الارتباط النظام، وأجهزة إكس بوكس لايف الخدمة عبر الإنترنت. وكانت المباراة تحت التطوير لمدة خمس سنوات، وكان من المفترض ان يكون الإفراج عن نينتندو جيم كيوب وفي وقت لاحق إكس بوكس.
الكمال الظلام صفر باعت أكثر من مليون نسخة في جميع أنحاء العالم وعموما تلقى مراجعات إيجابية من النقاد، حصل على درجة 81 من أصل 100 في استعراض مجموع موقع ميتاكريتيك. سائط متعددة العديدة اللعبة اختاروا ميزات قوية كما. ومع ذلك، رأى بعض النقاد أن لم عبة لا تلبي توقعات، منتقدا الجوانب لاعب واحد مثل القصة والتمثيل الصوتي. روايتين تتمة، الكمال الظلام: ناقل الأولي و الكمال الظلام: الجبهة الثانية ، فضلا عن سلسلة كوميدية، الكمال الظلام: دموع يانوس " ، وأفرج عن الاستمرار في قصة اللعبة.

## اللعب
الكمال الظلام صفر هو أول شخص مطلق النار حيث يسيطر اللاعبين حرف لاعب في الغالب من منظور الشخص الأول. اليات الميزات القتالية مثل لفة دودج مراوغة ونظام التغطية التي اللعب يتحول تلقائيا إلى منظور شخص ثالث، مما يتيح لاعب لوتهدف الاستراتيجية دون أخذ الضرر وتكون أكثر وعيا من المناطق المحيطة بها. لا يمكن للاعبين القفز ولكن لديهم القدرة على تسلق العقبات تلقائيا طالما أنها يمكن أن تصل إليهم بشكل معقول. ومن الممكن أيضا أن تسلق السلالم. وبذلك، الكاميرا التحولات في منظور الشخص الثالث. لاعب لديه كمية معينة من الصحة مما يقلل عندما لهجوم من قبل الأعداء. ويمكن للصحة إعادة شحن قليلا إذا الخطوات لاعب من خط النار لبضع ثوان، ولكن قد لا الملء بالضرورة اعتمادا كليا على مدى الضرر لاعب استغرق.
يمكن للاعبين تحمل سوى عدد محدود من الاسلحة منذ المخزون يتميز نظام 4-فتحة فيه يد واحدة عقد مسدسات وعادة ما تستغرق فتحة سلاح في حين أسلحة ثقيلة مثل بنادق قنص أو قاذفات صواريخ يمكن أن تصل إلى ثلاث فتحات سلاح. سرعة حركة اللاعب يتم تبديل أيضا من وزن السلاح لاعب تحتجز حاليا. وبالإضافة إلى وظيفتها الأساسية، كل الأسلحة في الكمال الظلام صفر واحد أو اثنين من وسائط وظيفة إضافية التي تمنح عادة لاعب مع القدرات الخاصة. على سبيل المثال، بالمستخدمين البندقية يضم الأشعة السينية وظيفة التي تسمح للاعب لرؤية الأعداء من خلال الجدران، في حين أن بندقية البلازما لديه وظيفة الرداء الذي يجعل حرف لاعب غير مرئية للأعداء في تكلفة البطاريات. بعض الأسلحة أيضا ميزة المهام الثانوية أكثر غير تقليدية. على سبيل المثال، أجهزة الكمبيوتر المحمول بندقية يمكن نشرها على أنها بندقية الحراسة، في حين أن SuperDragon بندقية هجومية يمكن إطلاق القنابل كذاب.

### حملة
وتنقسم الحملة إلى 14 بعثات الذي لاعب يلعب كما جوانا الظلام. وتوفر كل البعثة عددا من الأهداف التي ولاعب لديه لاستكمال التقدم. لمسح مهمة، ويجب على اللاعب استكمال جميع الأهداف الأساسية بنجاح وإذا جوانا قتل أو فشل هدفا، لاعب سوف يكون لبدء مستوى جديد. كما تتميز هذه البعثات الأهداف الاختيارية التي ليست حرجة ولكن إضافة إلى درجة الإنجاز الكلية للاعب. بعض الأهداف تتطلب لاعب لاستخدام العديد من الأدوات ذات التقنية العالية. على سبيل المثال، جهاز يسمى Datathief يسمح للاعب أن تقتحم الأجهزة الإلكترونية، في حين يمكن استخدام آخر يسمى Loctopus لفتح الأبواب المغلقة. الشبح هو عنصر هام آخر من هذه اللعبة، لاعب غالبا ما تعطى الحرية لقتل الأعداء دون أن يتم اكتشافها من قبل التسلل وراءها. وعلى عكس الأصلي الظلام الكمال ، تحتوي كل مهمة نقطة تفتيش واحدة في أي لاعب قد تتم إعادة تشغيل إذا قتل جوانا أو يفقد بعد ذلك الحاجز. ومع ذلك، تتم إزالة نقاط التفتيش لاعب يلعب من خلال صعوبة أعلى. وهناك أربعة صعوبة الأوضاع التي من خلالها مهمة يمكن أن تقوم: وسيط، العميل السري، وكيل الكمال، وعلى واحد إضافي دعا وكيل الظلام الذي يصبح في متناول مرة واحدة للاعب يكمل اللعبة بأكملها على وكيل الكمال. وبما أن لاعب يلعب على الصعوبات أعلى، لعبة يضيف المزيد من الأهداف ويجعل الأعداء أكثر صرامة لزيادة التحدي.
يوفر اللعبة أيضا التعاونية وضع حيث قد يلعب لاعبين اثنين خلال حملة اللعبة معا عن طريق تقسيم الشاشة، الارتباط النظام، أو من خلال أجهزة إكس بوكس لايف الخدمة عبر الإنترنت. والتعاونية، والبعثات تغير قليلا لتناسب كلا اللاعبين. على سبيل المثال، قد تتطلب بعض الأبواب لاعبين اثنين لفتحها. بالإضافة إلى ذلك، في بعض البعثات، يمكن للاعب الثاني تبدأ في بعض الأحيان بعيدا عن لاعب رئيسي ويأخذ على الطابع المتحالفة التي كانت منظمة العفو الدولية التي تسيطر عليها في حملة لاعب واحد. وبيضة كما غيرت الإجراء إلى حد كبير، كما لو كان لاعب واحد يموت، والآخر أن يجد وإحياء جثة الشريك لإعادته إلى الحياة.

### متعددة
بالإضافة إلى وضع الحملة، الكمال الظلام صفر يتميز متعددة حيث بحد أقصى 32 لاعبا قد تنافس في أنواع عديدة من الموت والألعاب القائمة على الهدف عن طريق تقسيم الشاشة، وصلة نظام، أو إكس بوكس لايف. ويقدم متعددة وضعين الرئيسية مع خيارات للتخصيص الخاصة: الموت وDarkOps الموت هو gametype القياسية حيث تفرخ لاعبين في غرف، وجمع الأسلحة التي تتوفر على الخريطة نفسها، والاستمرار في الخريطة الفعلية. ويتحدد الهدف العام من المباراة السيناريو التي لعبت. سيناريوهات تتراوح من Killcount أو فريق Killcount، حيث كان الهدف هو قتل أكبر عدد ممكن من اللاعبين المنافس ممكن، لعبة ترتكز موضوعية مثل القبض على العلم والإقليمية الأرباح. DarkOps، من ناحية أخرى، هو وفريق أبطأ وتيرة. gametype -فقط حيث يجب أن يكون شراؤها أسلحة من المخزون لاعب من الائتمانات والاعتمادات يتم اكتسابها عن طريق قتل الأعداء واستكمال أهداف وتشمل سيناريوهات في هذا الوضع قضاء، حيث غادر الفريق الأخير مع أي من أعضاء انتصارات على قيد الحياة. عدوى، حيث تسجيل نقاط اللاعبين إما عن طريق نقل العدوى للآخرين أو قيد الحياة العدوى. التخريب، حيث الفريق الذي يسبب معظم الأضرار التي لحقت انتصارات ممتلكات الفريق الآخر. وهجمة، حيث يجب أن فريق واحد يدافع عن قاعدة في حين أن البعض لمهاجمتها.
يمكن للاعبين أن تختار إما أن تلعب الموت المرتبة أو DarkOps، حيث أنها سوف تكون مطابقة مع لاعبين آخرين باستخدام نظام يسمى TrueSkill عيدان الثقاب، أو أنها قد تختار مباراة لاعب حيث يمكنهم اختيار اللعبة من قائمة لاعب استضافت الألعاب. مثل الأصلي الكمال الظلام ، وهذه الألعاب يمكن تخصيصها للغاية ويمكن أن تشمل أيضا السير لعبة كمبيوتر. الميزات مثل صعوبة والسلوك يمكن تغييرها لتتناسب مع لاعب تفضيل. على سبيل المثال، بوت القاضي يهاجم دائما اللاعبين البارزين مع يسجل أعلى يقتل. لاعبين ويمكن أيضا إصدار أوامر لهم طالما أنهم على فريق كل منهما، مثل اتباع أو عقد الموقف، وتحديد نقاط الطريق لهم للسير إلى. وتتضمن اللعبة افتراضيا ست خرائط مختلفة ولكل منها الخيارين. والتغيير الوحيد هو وضع القواعد. معظم الخرائط هي الشركات الكبيرة، مثالية ل32 لاعبا دفعة واحدة، مع المتغيرات صغيرة ل16/4 ألعاب لاعب.

## قطعة
الكمال الظلام صفر ومن المقرر في عام 2020 حيث سيطر على نسبة مئوية كبيرة من العالم من قبل الشركات. ومن أبرز هذه الشركات هي dataDyne، برئاسة تشانغ لي، ومعهد كارينغتون، برئاسة دانيال كارينغتون. يلقي اللاعب كما جوانا الظلام وباونتي هنتر يعمل مع والدها جاك الظلام والقراصنة الكمبيوتر شاندرا سيخار. واوضح ان الفريق بعد ناثان زيغلر، باحث مستقل الذين تم القاء القبض عليه من قبل هونغ كونغ الثالوث عصابة على يد رجل يدعى كيليان مما أدى جوانا والدها انقاذ زيغلر بنجاح ولكن كيليان تمكن من الفرار. زيغلر ويوضح ان كيليان كان يحاول الحصول على بحثه، الذي يحتوي على معلومات حول سلاح خطير. وترفض زيغلر الذهاب إلى أي مكان دون بحثه، يتم إرسال جوانا لاسترجاعها في حين يبقى والدها مع زيغلر. وبعد استرجاع جوانا حالة مع البحوث زيغلر من منزل آمن في مكان قريب، زيغلر يأخذ جهاز يسمى neurodrive من القضية ويستخدم لزرع بيانات بحثه في الاعتبار جاك. بعد ذلك، زيغلر يستسلم للبجراحه التي كتبها كيليان ويموت. قبل أن يموت، يقول زيغلر أنه يجب عليها أن تجد عالما يدعى الدكتور يوستاس كارول.
أثناء هروبهم، وهاجم جاك وجوانا من قبل فريق الاعتداء dataDyne يساعده كيليان في دروبشيب. جوانا تمكن من قتل كيليان والهروب مع سيكار، ولكن تم القبض جاك بواسطة dataDyne. وبمساعدة سيكار، جوانا يتعلم أن والدها كان نقل إلى قصر حيث يعيش تشانغ لي. تتسرب جوانا القصر ويجد والدها في خلية. وقد تعرض للتعذيب، ويبدأ يتحدث رطانة لها، وبعد تأثير neurodrive. يحارب الزوج طريقهم للخروج من المجمع، ولكن استخراجها يتم مقاطعة من قبل ابنة تشانغ لى، مي هيم، الذي يقتل جاك قبل يهرب جوانا في الحوامات. جوانا وسيكار تقرر مواصلة الصدارة زيغلر وطلب من الدكتور كارول، الذي يعمل على متن منصة أبحاث في المحيط الهادئ. وعند لقاء مع جوانا، يستخدم الدكتور كارول وneurodrive لاستخراج البيانات زيغلر من ذاكرة جوانا، والتي اكتسبتها عندما أنقذت والدها. بعد فترة وجيزة، سيكار يخون جوانا ويطلق النار على الدكتور كارول، وذكرت أنها قررت الانضمام dataDyne لتشانغ لي كان قدمت لها عرضا كبيرا. وقام فريق من وكلاء المعهد كارينغتون وصول وينقذ جوانا، ولكن سيكار يهرب في نهاية المطاف مع البيانات. يوافق جوانا للانضمام إلى معهد كارينغتون لوقف dataDyne.
دانيال كارينغتون يبلغ جوانا أن زيغلر كان يعمل على خوارزمية قادرة على فك خارج الأرض رموزا في موقع حفر في أمريكا الجنوبية. السفر إلى بيرو، جوانا يعلم أن رموزا تقود dataDyne للبحث عن الحقيقة الجميلة القديمة التي تعمل كقوة المصدر لجرال، وهو الجهاز الذي يمنح الأفراد مع قوى خارقة. جوانا يزرع جهاز تتبع على قطعة أثرية قبل التسلل على متن دروبشيب dataDyne. ودروبشيب يأخذ لها إلى أفريقيا، حيث تقع تشانغ لى جرال مدفونة تحت الرمال الأفريقية. وكارينغتون تسعى أكاديمية هجوما على قوات dataDyne مع المعركة التي تجري على جسر كبير. جوانا ينقذ العديد من وكلاء المعهد كارينغتون قبل انتقام وفاة والدها بقتل مي هيم. جوانا يخترق ساحة ويواجه قبالة ضد تشانغ لى، الذي يرسل سيكار بعد استخدام جرال. وعلى الرغم من ميزة، جوانا يهزم تشانغ لى في معركة نهائية.

## تطوير
تطوير الكمال الظلام الصفر بدأت على نينتندو جيم كيوب مع فريق صغير جدا من ما يقرب من عشرة أشخاص. وفي ذلك الوقت، كان نينتندو حصة 49٪ في النادر، مما يجعل نادر نينتندو المطور طرف الثاني. ووفقا لقيادة المصمم كريس تيلستون «انها في الأساس النماذج، ومعرفة أين يمكن أن نذهب وكيف يمكننا أن نصل إلى هناك.»  وكان الهدف من وضع متعددة في البداية أن يكون لعبت حاليا لأنه قال الفريق ان جيم كيوب لا تدعم اللعب على الإنترنت، على الرغم من أن بعض محولات مودم افرزتها CONEXANT وقت لاحق. وفي عام 2002، نادرة تم شراؤها بالكامل من قبل مايكروسوفت. ونتيجة لذلك، تم نقل المشروع إلى أجهزة إكس بوكس وأعيد تصميم متعددة لدعم أجهزة إكس بوكس لايف خدمة الألعاب عبر الإنترنت. وكشف تيلستون أنه عند نقطة واحدة لأنهم وصلوا إلى 50 لاعبا على الإنترنت في وقت واحد، ولكن الرسومات «فقط لا يمكن أن يتعامل معها.»
عندما أجهزة إكس بوكس 360 ولدت، فإنه أعطى المطورين المزيد من الإمكانيات لتشمل ما يريدونه دائما، منذ دفعت النسخة الأولية من اللعبة أجهزة إكس بوكس الأصلي من الصعب جدا. الفضل تيلستون الأجهزة الجديدة ليسمح لهم باقامة المباراة التعاونية واسطة، والذي كان واحدا من أوائل الذي يمكن أن يلعبه عبر أجهزة إكس بوكس لايف. وكان تصميم وضع التعاونية على إكس بوكس لايف صعبة للغاية للمطورين. ووفقا لدنكان بوتوود، الذي كان مسؤولا عن معظم متعددة «، كان لا بأس به محاولة لوضعها في، أن نكون صادقين. لديك لتلبية عدد من الاحتمالات التي لا تحصل عادة. نعتقد أننا سحبت تشغيله، ولأننا سحبت تشغيله، أشخاص آخرين قد يشعر من وحي لوضع جهد في، ونحن نعتقد أن هذا شيء جيد. والتعاونية على لايف، نعم، ونحن فخورون جدا بذلك... نحن فخورون حقا».
الكمال الظلام صفر هي أيضا واحدة من الألعاب أول من استخدم هافوك HydraCore الصورة محرك الفيزياء، الذي تم تصميمه خصيصا لأنظمة ألعاب الفيديو متعددة النواة مثل أجهزة إكس بوكس 360. محرك العارض لعبة يوظف تقنيات الرسم أكثر تقدما مما كان ممكنا في والجيل السادس من ألعاب الفيديو، بما في ذلك خريطة تزيح، انسداد المحيطة، تشتت تحت سطح الأرض، ومجموعة ديناميكية عالية. في البداية، كانت اللعبة ثقيلة أنيمي أسلوب وتلقى جوانا الظلام عدة تغييرات في جميع مراحل عملية التنمية. قيادة المدير الفني فيل أوفرتون أوضح، «نحن نوع من يريد إعادتها في خط مع الطريقة نادر تفعل أشياء. [. . . ] أردنا شيء على أن أسلب لها قليلا وجعلها أكثر ومبدع». ومع ذلك، فإن المصممين قررت في نهاية المطاف إلى تخفيف حدة التصميم اللعبة قليلا. ووفقا لأوفرتون، «أعتقد أنه من الآن نوعا من الهجين. انه نوع من مزيج من كتاب الياباني والغربي نظرة هزلية».
وقد تم تصميم وضع غطاء لتعزيز جوانب خفية من اللعبة، وكانت هناك حاجة للمنظور الشخص الثالث للوصول إلى والخروج من بسرعة. كما سمح للاعبين لرؤية شخصية كانوا يلعبون. إن فكرة يحضر اللعبة داخل وقد رفضت مجموع منظور شخص ثالث باسم اطلاق النار «يعمل بشكل أفضل» في عرض أول شخص، وأوضح تيلستون. مثل النادرة في وقت سابق أول شخص الرماة العين الذهبية 007 و الكمال الظلام والمطورين قرر عدم إدراج وظيفة القفز لأنها شعرت أنه غني ضد طبيعة هذا النوع. وأشار بوتوود إلى أنه «يمكن أن تبدو غبيا لعنة عندما ترى لاعبين آخرين القيام بذلك». لهذا السبب، implemmented فريق التحركات مثل تسلق العقبات، أو بشكل أكثر تحديدا، ولفة القتال، الذي يجعل اللاعبين من الصعب ضرب لأنه يحطم اللعبة ل قفل لصناعة السيارات في الهدف. الانتقال بين القول الأول وشخص ثالث مع بعض التحركات استغرق الكثير من العمل بحيث لا تصبح disorientating. وتم تنفيذ لفة أول شخص في وقت واحد، ولكن أسقطت في نهاية المطاف.
وكان الهدف من اللعبة أن يكون عنوان إطلاق لأجهزة إكس بوكس 360. ونتيجة لذلك، كانت المرحلة الأخيرة من تطوير ألغيت صعبة للغاية، والعديد من الميزات المقصود بذلك أن اللعبة يمكن تلبية الموعد النهائي الإطلاق. وكان عدد من اللاعبين في مباريات متعددة على أن تخفض 50-32، التي كانت لا تزال مرتين المعيار، ووضع "dataDyne TV" من شأنه أن يسمح للاعبين لتحميل ومشاهدة متعددة مباريات على رفض إكس بوكس لايف في نهاية المطاف. تطوير النهائية لأجهزة إكس بوكس 360 وهرع جدا. وقد صدر الامر لإنتاج أقراص خمسة أيام قبل كانت شهادة مايكروسوفت كاملة. وقال نادر في وقت لاحق انهم يشعرون بثقة كبيرة ان يعبروا، ولكنه كان خطرا كبيرا إنتاج 700,000 الأقراص إذا تحولت خلل ما يصل. ووفقا لبوتوود، «قليل جدا الناس يعتقدون أننا يمكن أن تجعل الإطلاق، ولكن جاء كل شيء معا في الوقت المناسب، وكان هناك ليوم واحد.»
اتخذت التطور الفعلي للاللعبة عموما خمس سنوات لاستكمال وامتدت ثلاث منصات: نينتندو جيم كيوب، ومايكروسوفت إكس بوكس و360. إكس بوكس  تيلستون احظت ذلك، في جميع أنحاء مسار التنمية، لاحظ فريق كيفية صناعة ألعاب الفيديو قد تطورت كما ارتفعت الحوسبة والرسومات السلطة، وكيف المباريات السابقة مثل العين الذهبية 007 و دونكي كونج البلد حيث كانت تكاليف تنميتها الحد الأدنى يمكن أن يكون بسهولة مربحة مع عدد قليل من المبرمجين. وكشف تيلستون أيضا أن فريق وراء الكمال الظلام صفر كان يتألف من حوالي 25 شخصا لمعظم المشروع، الذي كان «يبعث على السخرية» صغيرة بالمقارنة مع الجيل السابع المعايير الصورة حيث هناك 100 أو 200 شخص يعملون على الفريق. وعلى الرغم من هذا، الكمال الظلام صفر ، من تكاليف التطوير، جعلت أربع مرات المال ظهرها.

## التسويق والإفراج
الكمال الظلام صفر كان أول ظهور لها في عالم الفضاء عام 2000، لعبة الفيديو السنوي المعرض التجاري قبل نينتندو استضافت في طوكيو. أظهر لفترة وجيزة تجريبي في الوقت الحقيقي 3D تجعل من جوانا الظلام. أشارت بعض التقارير أيضا إلى تطوير اللعبة مع تطبيق نادرة ل العلامة التجارية أسماء «بعد الظلام»، «الكمال تطور الظلام» و «طلقة في الظلام». هذه العبارة  في العام التالي، في معرض الترفيه الإلكتروني في يونيو 2001، الإعلان عن نينتندو عنوان «الكمال الظلام زيرو» على قائمة المقبلة جيم كيوب يطلق، ولكن تمت إزالته بسرعة. وفي يناير كانون الثاني عام 2002، وزعم أن أعلن أن صدوره كان دفعت إلى 2004 بسبب مشاكل فريق الداخلية في النادر.
عندما نادرة تم شراؤها من قبل مايكروسوفت في سبتمبر 2002، أفرج عن عدة صور كارتونية جوانا الظلام، ولكن تم جعلت بعض الإعلانات الرسمية الأخرى في السنوات التالية. وفي 10 مايو 2005، واحدة من المكافآت في OurColony التسويق الفيروسي حملة لمايكروسوفت إكس بوكس وكانت 360 صورة جديدة من جوانا الظلام. وفي الكشف الرسمي لأجهزة إكس بوكس 360، كشف النقاب عن أن الكمال الظلام صفر سيكون عنوانا لإطلاق النظام الجديد في خريف عام 2005. وقد أظهرت تجريبي خلال معرض الترفيه الإلكتروني 2005 بعد فترة وجيزة  قبل صدوره، ورتبت مايكروسوفت عدة صفقات مع الناشرين مختلفة لتعزيز الفائدة في اللعبة. روايتين، الكمال الظلام: ناقل الأولي و الكمال الظلام: الجبهة الثانية ، التي كانت مكتوبة من قبل غريغ Rucka ، والكتاب الهزلي، دموع يانوس ': الكمال الظلام أطلق سراح، الذي كتبه إريك تراوتمان ومصورة من قبل الباردة FuZion استوديوهات، قبل وبعد المباراة. وفي الوقت نفسه، قدمت جوانا الظلام ظهور على غلاف مجلة FHM مجلة. إن الصوت الرسمي التي تنتجها النيل رودجرز ، الكمال الظلام صفر الأصل الموسيقى التصويرية وجاء، أيضا متاح في 8 نوفمبر 2005.
وجاء الإصدار الأول من اللعبة في 17 نوفمبر، 2005 في أمريكا الشمالية كانت اللعبة للعب في وقت لاحق في أجهزة إكس بوكس 360 ساعة الصفر الحدث إطلاق، جنبا إلى جنب مع غيرها من أجهزة إكس بوكس 360 عناوين إطلاق مثل نادر في Kameo: عناصر القوة وأكتيفيجن الصورة نداء من الواجب 2 . وجاءت الإصدارات الأخرى في 2 ديسمبر في أوروبا وفي 10 ديسمبر كانون الأول في اليابان. وفي أوروبا، نظمت مايكروسوفت الحزب من خلال محاكاة شقة كوطن جوانا الظلام، حيث العديد من الصحفيين أن محاولة الخروج من أجهزة إكس بوكس 360 واللعبة. وخلال إطلاق الياباني في نهاية الأسبوع، الكمال الظلام صفر أصبح ثاني أفضل مبيعا 360 لعبة مع ما يقرب من 15000 وحدة مباعة، وراء نامكو الصورة ريدج المتسابق 6 .
الكمال الظلام صفر صدر في شكلين: النسخة القياسية و «طبعة محدودة جامعي» ملامح هواة جمع طبعة قرص الثاني من المحتوى، وهو معدن أسود لعبة حالة والصور من الموظفين وأكثر من اختبار في المنزل الذي أعطى لمحة من وراء الكواليس في نادر، فكاهي كتيب خاص طبعة الذي يهيئ المسرح لعبة، بعنوان هونغ كونغ شروق الشمس ، واحدة من تسع بطاقات تحصيل الثلاثية الأبعاد. قيل باعت اللعبة ما يزيد على مليون وحدة في جميع أنحاء العالم. ونتيجة ل نتيجة لذلك، كان واحدا من أول مباراة ليعاد إصدارها تحت قائمة «البلاتين هيتس». وفي عام 2015، أعلن أن الكمال الظلام صفر يمكن أن يكون لعبت على أجهزة إكس بوكس واحد عن طريق مضاهاة . يتم تضمين اللعبة أيضا في نادر واعادتها لعبة الفيديو المضحك.

## محتوى إضافي
بعد وقت قصير من إطلاق اللعبة، وسيناريوهات متعددة جديدة ووضع مكافحة المنطوق مثل تلك التي ظهرت في النص الأصلي الظلام الكمال وقيل لتصبح في نهاية المطاف متاحة بحرية كما تنزيل المحتوى. أول لعبة مصمم دنكان بوتوود أوضح في وقت لاحق أنه من غير المحتمل أن يحدث ذلك نتيجة ل المسائل التقنية. ووفقا له، «وكان يتطلب الكثير من الأساس لتكون وضعت في قانون منظمة العفو الدولية الأساسية، مما يعني أنه من غير المرجح أن تكون متاحة كمحتوى للتحميل بعد الإفراج عنهم.»  وأشار أيضا إلى أن وضع مكافحة المنطوق كان المخطط لها خلال تطوير اللعبة، لكنه رفض في نهاية المطاف نتيجة لضغوط لخفض محتوى المقرر.
في مايو 2006، تم إجراء تحديث تلقائي متاح على أجهزة إكس بوكس لايف، المسؤولة عن تحديد بعض الأخطاء وإضافة خيارات متعددة إضافية للعبة. وشملت الاصلاحات متاحة لمنع حدوث مشكلة مستمرة حيث يمكن أن اللاعبين يدخلون عن طريق الهواء، وهذه مسألة فيها بعض الاسلحة يمكن الاستفادة من سريع لاطلاق النار، وخلل-الخروج الخريطة، من بين أمور أخرى. خيارات متعددة جديدة توفر سبعة أنواع بوت إضافية جديدة والقدرة على استخدام السير في DarkOps مباريات، حيث أن السير واحد فقط AI البديل وكانت متوفرة فقط في سيناريوهات الموت عندما تم الإفراج عن لعبة. بالإضافة إلى ذلك، لعب تجريبي تم من اللعبة متاحة مجانا على موقع Xbox Live Marketplace بعد ذلك بوقت قصير. ويشمل العرض مهمة حملة واحدة الذي يمكن أن تلعبه في وضع منفرد أو بصورة تعاونية، وجديدة خريطة متعددة.
صدر نادرة حزمة خريطة متعددة، ودعا الكمال الظلام صفر خريطة حزمة واحدة ، إلى موقع Xbox Live Marketplace في 7 يونيو 2006. وهو يحتوي على خريطة متعددة جديدة التجريبي، فضلا عن ثلاث خرائط جديدة أخرى لتضاف إلى اللعبة الأصلية ستة. وخلافا لل خرائط الافتراضية اللعبة، وخرائط جديدة لها سوى متغير واحد بدلا من اثنين. وفي 31 أكتوبر 2006، أعلن نادر أن الطبعة البلاتين خاصة من الكمال الظلام صفر سيفرج عنه، وستشمل أول حزمة خريطة واثنين من خرائط إضافية. وهما وأفرج عن خرائط جديدة في وقت لاحق مجانا في حزمة تسمى الكمال الظلام صفر خريطة حزمة اثنين . ويتم تحديث هذه الخرائط إصدارات خريطتين من الأصلي الكمال الظلام : فيليسيتي واطلال  صدر حزمة في 1 نوفمبر 2006 للذهب الأعضاء وعلى 8 نوفمبر 2006 لأعضاء الفضة.

## استقبال
استقبال حرجة للكمال الظلام صفر قسمت لكن إيجابية عموما، حصل على ميتاكريتيك درجة مراجعة مجمعة من 81 من أصل 100 على التوالي. جيم سبوت الصورة جريج Kasavin منح اللعبة لديها تصنيف 9.0 من أصل 10 وخيار المحررين،  مشيرا إلى أن الكمال صفر الظلام «أبطال أجهزة إكس بوكس 360 مع تشكيلة ممتازة من أنواع مباراة واحدة ومتعددة، وكذلك في حسن المنظر لا يصدق، والعمل المكثف الحيوية.»  وخلص أيضا إلى أن لعبة «يسلم فقط عن كل ما يمكن أن نأمل من أول شخص مطلق النار.»  تشارلز Onyett من IGN اشاد اللعبة إعادة القيمة ،  ولكن أيضا لانتقادات الجوانب لاعب واحد مثل ضعف الذكاء الاصطناعي من الأعداء، وعلقت بقولها«أنها لم تعرض أي تكتيكات هجومية متقدمة».
وسلط الضوء على الرسومات بشكل إيجابي. كان Kasavin معجب كمية الإضاءة والضبابية والآثار، وأشار إلى أن «طابع الرسوم المتحركة ممتاز يساعد على جعل المدافع يشعر قوية كما تبدو.»  برين وليامز من غاميسبي تعتبر الرسومات بأنه «مذهل ننظر إلى ما هو الجهاز 360 قادرة على»، لكنه اعترف أيضا أن الرسوم المتحركة«هو قليلا بطيئة جدا وأحيانا يخلق شعورا غير مرحب به من cartoonishness». IGN تقيد جذابة نماذج بندقية، والانفجارات، وآفاق مترامية الأطراف، ولكن أيضا شعرت أن بعض المناطق مثل اطلال أمريكا الجنوبية يمكن أن ننظر داع لامعة جدا. وقيل الصوت اللعبة لميزة «الآثار الثقيلة لتصل سلاح [و] رائعة، متقلب المزاج الصوت الذي يعطي كل بعثة ايقاعات النبض الخاصة».
وقد وردت أسلحة المباراة بشكل جيد للغاية. وأشاد المراجعون إدارة بندقية وتنفيذ البنادق. وعلق جيم سبوت «، وهي لا تبتعد كثيرا عن اتفاقية، ولكن ملامح وبعض التقلبات مثيرة للاهتمام في سلاح والتصميم العدو، مما يجعل لمن ذلك بكثير تجربة أكثر تسلية من متوسط مطلق النار.»  واتفق النقاد عموما أن النظام لفة وغطاء عملت بشكل جيد وانها لم تشعر تغلبوا، ولكنه انتقد بعض حقيقة أن اللاعبين يجب أن تكون في بقعة محددة لاستخدام وضع غطاء. المراجعين يعتبر القصة وصوت تعمل على أن تكون ضعيفة. وقال IGN أنه يكاد يكون من المستحيل ألا تلاحظ كيف أن «سيئة لدرجة تثير السخرية هو»، والتي يتم تقديمها العديد من التقلبات مؤامرة ثم تحل أبدا، لكنه اعترف أيضا أنه لا عامل حقا في اللعب . وعلق GameCritics مراجع مايك براكين، «انها دائما حزينة عندما يكون هناك صوت يتصرف في اللعبة، وأجد نفسي يكون محرجا للصوت الجهات الفاعلة». ومع ذلك، أضاف جيم سبوت أن اطلاق نار من سلاح المباراة والنتيجة الموسيقية «بسهولة يغرق من ذلك.»
المنشورات الحكم على الجانب التعاونية من المباراة بشكل جيد. Kristan ريد من Eurogamer أشاد حقيقة أن البعثات كانت «مصممة مع التعاونية في الاعتبار.»  وأشار إلى أن، على سبيل المثال، المستوى الثالث «لديها جوانا توفير النار غطاء لوالدها جاك وهو القفزات من نقطة واحدة من مستوى إلى آخر. في حملة لاعب واحد يسيطر منظمة العفو الدولية جاك، ولكن التعاونية يتيح لك السيطرة المباشرة لأفعاله، مما يجعل تجربة علاقة أكثر جاذبية بكثير من جميع النواحي.»  مباريات متعددة من الكمال الظلام صفر وعلى نطاق واسع استقبالا حسنا. قال جيم سبوت أن«اختيار سلاح ممتازة، والمرونة من الخيارات، خرائط ذات جودة عالية، والأداء السلس على الإنترنت ... لجعل مطلق النار الصخور الصلبة تنافسية.»  وذكر IGN مماثل إيجابيات ووصفها بأنها «هائلة». 1UP.com أشاد المراجع تشي تشو أيضا متعددة، ولكن لوحظ أن «لفة التهرب لتجنب نيران العدو من مسافة قريبة باستمرار [...] جنبا إلى جنب مع سرعة حركة بطيئة للغاية من الطابع الخاص بك. .. يمكن أن يكون في بعض الأحيان محبطا للغاية للمبتدئين».
على الرغم من ملاحظات الصلبة، وعلقت العديد من المنشورات التي مثالية الظلام صفر لا تلبي التوقعات. ووفقا لGameCritics، «استغرق الأمر نادر جيل حدة كاملة للقيام بذلك ... ولم يكن الانتظار حقا يستحق ذلك». لعبة المخبر وجد أن تكون مخيبة للآمال تماما، وقدم لعبة 7 من أصل 10، ومراجعة ذلك تحت شعار «لا نعتقد أن الضجيج». وفي وجهة نظر ايجابية، لاحظ غاميسبي أن «الكمال الظلام صفر هو الكثير من المرح ويفعل الكثير من الأمور بشكل جيد جدا، لكنه فقط لم يكن القاتل التطبيق الذي كنا جميعا نأمل في». وفي عام 2010، جيم تريلرز وضع لعبة 6 في قائمتهم من«10 خيبات الأمل أعلى العقد» و10 في«أفضل 10 أسوأ عواقب» القائمة.

### الجوائز
| عام  | جائزة                                  | فئة                                               | مستلم                             | نتيجة  | المرجع. |
| ---- | -------------------------------------- | ------------------------------------------------- | --------------------------------- | ------ | ------- |
| 2005 | 3 السنوي جوائز سبايك لعبة فيديو        | سايبر الثعلبة من السنة                            | جوانا الظلام في الكمال الظلام صفر | [ 81 ] |         |
| 2005 | 3 السنوي جوائز سبايك لعبة فيديو        | أفضل موسيقى تصويرية                               | الكمال صفر الظلام                 | [ 81 ] |         |
| 2005 | 3 السنوي جوائز سبايك لعبة فيديو        | أفضل عمل أول شخص                                  | الكمال صفر الظلام                 | [ 81 ] |         |
| 2005 | IGN الصورة أفضل من عام 2005 جوائز      | أجهزة إكس بوكس 360: أفضل أول شخص مطلق النار       | الكمال صفر الظلام                 | [ 82 ] |         |
| 2005 | IGN الصورة أفضل من عام 2005 جوائز      | أجهزة إكس بوكس 360: أفضل لعبة متعددة غير متصل     | الكمال صفر الظلام                 | [ 83 ] |         |
| 2005 | IGN الصورة أفضل من عام 2005 جوائز      | أجهزة إكس بوكس 360: أفضل أجهزة إكس بوكس لايف لعبة | الكمال صفر الظلام                 | [ 84 ] |         |
| 2005 | جيم سبوت الصورة أفضل من عام 2005 جوائز | أفضل موسيقى أصلي                                  | الكمال صفر الظلام                 | [ 85 ] |         |
| 2005 | جيم سبوت الصورة أفضل من عام 2005 جوائز | أفضل لعبة متعددة اللاعبين                         | الكمال صفر الظلام                 | [ 86 ] |         |
| 2005 | جيم سبوت الصورة أفضل من عام 2005 جوائز | أفضل مطلق النار                                   | الكمال صفر الظلام                 | [ 87 ] |         |
| 2005 | جيم سبوت الصورة أفضل من عام 2005 جوائز | أفضل لعبة إكس بوكس 360                            | الكمال صفر الظلام                 | [ 88 ] |         |

## روابط خارجية
- بيرفكت دارك زيرو على موقع IMDb (الإنجليزية)

- الكمال صفر الظلام في xbox.com